# Вестник моды
Ве́стник мо́ды. Иллюстрированный журнал моды, хозяйства и литературы — русский женский журнал, который еженедельно издавался в Санкт-Петербурге (Петрограде) с 1885 по 1918 годы. Издателем журнала являлся Николай Аловерт (1847—1927).
В предисловии к первому выпуску журнала, вышедшему в свет 1 января 1885 года, издатель указал, что поводом для создания журнала послужило отсутствие в России периодического издания о последней парижской моде. Существующие в России на тот период времени модные журналы были не более чем русской адаптацией немецких модных журналов; при этом немцы заимствовали моду из Парижа, но видоизменяли её в соответствии со своим национальным вкусом, и русские женщины, таким образом, руководствовались парижской модой, измененной на немецкий лад. Издатель «Вестника моды» ставил своей целью сообщать о парижской моде непосредственно и одновременно с лучшими парижскими журналами. Издателем была достигнута договоренность с парижскими модными журналами Le Moniteur de la Mode, La Coquet, а также, вероятно, с другими парижскими журналами мод, о предоставлении модных иллюстраций для публикации в «Вестнике моды». В результате, «Вестник моды» публиковал модные иллюстрации и статьи о моде одновременно с журналами мод в Париже.
Помимо модных иллюстраций и статей о моде, в журнале содержались советы по ведению домашнего хозяйства и уходу за собой, а также стихи, проза и музыкальные ноты.

В 1922 году издатель Цветков Х.Т. открыл магазин "Журнал для женщин", под эгидой которого издавал уже в Советской России вплоть до 1927 года. Журнал показывал в картинках новейшие иностранные моды.